# Lu-an
Lu-an (čínsky pchin-jinem Lù'ān, znaky 六安) je městská prefektura v Čínské lidové republice, kde patří do provincie An-chuej. Sousedí na východě s Che-fejem, na severovýchodě s Chuaj-nanem, na severu s Fu-jangem, na západě s provincií Che-nan a na jihu s An-čchingem. Celá prefektura má rozlohu 15 436 čtverečních kilometrů a v roce 2020 zde žilo 4,4 milionu obyvatel.
Vede tudy vysokorychlostní trať Che-fej — Wu-chan.

## Administrativní členění
Městská prefektura Lu-an se člení na sedm celků okresní úrovně, a sice tři městské obvody a čtyři okresy.
| Ťin-an Jü-an Jie-ťi okres · Chuo-čchiou okres · Šu-čcheng okres · Ťin-čaj okres · Chuo-šan |        |                       |                    |                                  |
| Název                                                                                      | Název  | Počet obyvatel (2020) | Rozloha km² (2020) | Hustota zalidnění (obyv. na km²) |
| český přepis                                                                               | znaky  | Počet obyvatel (2020) | Rozloha km² (2020) | Hustota zalidnění (obyv. na km²) |
| Městské obvody                                                                             |        |                       |                    |                                  |
| Ťin-an                                                                                     | 金安区 | 829 236               | 1 655              | 501                              |
| Jü-an                                                                                      | 裕安区 | 923 301               | 1 906              | 484                              |
| Jie-ťi                                                                                     | 叶集区 | 216 229               | 567                | 382                              |
| Okresy                                                                                     |        |                       |                    |                                  |
| Chuo-čchiou                                                                                | 霍邱县 | 944 985               | 3 224              | 293                              |
| Šu-čcheng                                                                                  | 舒城县 | 697 250               | 2 120              | 329                              |
| Ťin-čaj                                                                                    | 金寨县 | 496 501               | 3 918              | 128                              |
| Chuo-šan                                                                                   | 霍山县 | 286 197               | 2 046              | 140                              |
|                                                                                            |        |                       |                    |                                  |
| Celkem                                                                                     | Celkem | 4 393 699             | 15 436             | 285                              |